# Ettore Bastico
Ettore Bastico (Bolonia, 9 de abril de 1876-Roma, 2 de diciembre de 1972) fue un general italiano que ejerció antes y durante la Segunda Guerra Mundial. Además de general del ejército de Italia también fue senador y gobernador. Ocupó altos mandos durante la segunda invasión de Etiopía, la guerra civil española y la Campaña del Norte de África.

## Biografía

### Carrera militar
Nació en Bolonia, en 1876. Cuando alcanzó la mayoría de edad, Bastico se alistó en el Ejército italiano y tras estudiar en la academia militar de Módena se graduó de alférez en 1896. Ascendió rápidamente en el escalafón militar, y luchó en la Primera Guerra Mundial habiendo alcanzado el grado de coronel. En 1928, fue ascendido a General de Brigada. En ese momento, Italia estaba gobernada por el dictador Benito Mussolini. 
Bastico fue ascendido a General de División el 29 de mayo de 1932, y en 1935 comandaba la 1.ª División de Camisas Negras "23 de Marzo" durante la segunda guerra ítalo-etíope. En 1935, Bastico era ya comandante del III Cuerpo del Regio Esercito en Etiopía. El 10 de febrero de 1936 fue ascendido a Teniente General (en el escalafón italiano, Generale di Corpo d'Armata).

### Guerra civil española
En la primavera de 1937, durante la guerra civil española, reemplazó a Mario Roatta como Comandante en jefe del Cuerpo de Voluntarios italianos (Corpo Truppe Volontarie o CTV), después de la estrepitosa derrota que los italianos habían sufrido en Guadalajara. Las tropas italianas habían sido enviadas a España por Mussolini para ayudar a los militares sublevados contra el gobierno de la Segunda República. Durante los siguientes meses las unidades del CTV se reorganizaron. En agosto de ese año las fuerzas a las órdenes de Bastico lucharon en la Batalla de Santander, favoreciendo una victoria decisiva para los sublevados. En consecuencia, Mussolini envió un telegrama de felicitación y su nombre apareció en la prensa italiana entre vítores, a pesar de que ello suponía reconocer abiertamente la participación militar italiana en la guerra de España.
Durante la batalla de Santander el mando italiano del CTV, incluyendo al propio Bastico, había entablado negociaciones separadas con los comandantes nacionalistas vascos para alcanzar una rendición pactada, el conocido como Pacto de Santoña. El general Francisco Franco, para su indignación, no fue informado de esto y cuando se enteró exigió que Bastico fuera destituido. Los jerarcas italianos aceptaron la petición de Franco, y en octubre de 1937 Bastico fue sustituido por el general Mario Berti.

### Segunda Guerra Mundial
En 1939, fue nombrado senador. Fue asignado como Comandante a una división de reserva en la zona del río Po. Cuando Italia entró en la Segunda Guerra Mundial, Bastico fue nombrado Gobernador General del Archipiélago del Dodecaneso y ascendido a Generale d'Armata el 7 de agosto de 1940. El 19 de julio de 1941, fue nombrado Comandante de todas las fuerzas del Eje en el norte de África. 
Bastico fue ascendido a Mariscal de Italia (Maresciallo de Italia) el 12 de agosto de 1942, criticando la decisión de Rommel de no atacar las bases de los británicos en la isla de Malta y por el contrario lanzarse prontamente al ataque contra Egipto  después de la toma de Tobruk, sin advertir que los ejércitos británicos en Egipto recibirían prontos refuerzos. Por este motivo Bastico terminó peleándose con Rommel y recibiendo críticas de este general alemán. Esto no impidió que a finales de 1942 fuera condecorado con la Cruz de Hierro. Después de la derrota de El Alamein (que Bastico había previsto amargamente) y la pérdida definitiva de Libia en enero de 1943, fue destituido y no obtuvo otro puesto de mando en el periodo restante de la guerra. 
En 1945 se retiró de las fuerzas armadas tras casi cincuenta años de servicio, y se dedicó a escribir libros de historia militar.
Bastico murió en Roma a los 96 años.